# Callerinnys deminuta
Callerinnys deminuta là một loài bướm đêm trong họ Geometridae.